# Bheemanahalli, Malavalli
Bheemanahalli là một làng thuộc tehsil Malavalli, huyện Mandya, bang Karnataka, Ấn Độ.